# Rhinella sclerocephala
Rhinella sclerocephala är en groddjursart som först beskrevs av Abraham Mijares-Urrutia och Arends-R. 200.  Rhinella sclerocephala ingår i släktet Rhinella och familjen paddor. IUCN kategoriserar arten globalt som starkt hotad. Inga underarter finns listade i Catalogue of Life.